# Тагрин, Николай Спиридонович
Николай Спиридонович Та́грин (19 января (1 февраля) 1907, Санкт-Петербург — 19 мая 1981, Ленинград) — филокартист и популяризатор почтовой открытки, основатель и бессменный руководитель ленинградского клуба филокартистов, член Географического общества СССР, автор книг и публикаций о филокартии.

## Биография
1907 — Родился в Санкт-Петербурге в семье мещан (отец — бухгалтер).
1922 — Получил в подарок первые двадцать открыток, лёгших в основу будущей коллекции.
1925 — Окончил экономический техникум, к этому времени коллекция Н. С. Тагрина насчитывает 12 тысяч открыток.
1931 — Окончил Ленинградскую государственную консерваторию и одновременно Институт истории искусств; число открыток в коллекции достигает 65 тысяч.
1935 — Вступил в Ленинградское отделение Всесоюзного общества коллекционеров, во вновь созданную секцию филокартии, где вначале насчитывалось лишь 18 членов.
1935 — На конкурсе массовой песни моряков и портовиков «Балтийская песня» на музыку Н. С. Тагрина получила первую премию.
1936 — Принят в Союз Советских композиторов.
1941 — Н. С. Тагрин принят в число действительных членов Географического общества СССР. На заседании общества им сделан доклад «Художественная открытка как исторический документ и как средство пропаганды исторических знаний». Вице президент общества академик И. Ю. Крачковский характеризует коллекционерскую деятельность Н. С. Тагрина как работу всесоюзного значения.
1941 — Завещал коллекцию, насчитывающую уже 143 тысячи открыток, государству.
1941—1944 — В блокадном Ленинграде Н. С. Тагрин не прекращает работать над коллекцией, читает лекции с демонстрацией открыток в госпиталях, организует выставку в залах Публичной библиотеки имени Салтыкова-Щедрина. Открытки из собрания Н. С. Тагрина используются для оборонных целей.
1945 — Коллекция Н. С. Тагрина взята под государственную охрану. Решением Ленинградского городского Совета депутатов трудящихся за Н. С. Тагриным пожизненно закрепляется квартира для размещения коллекции.
1945—1946 — Сотрудник Государственной публичной библиотеки имени М. Е. Салтыкова-Щедрина (ныне — Российская национальная библиотека).
1946 — Стал руководителем Клуба юных коллекционеров при Ленинградском дворце пионеров имени А. А. Жданова.
1947 — Президиум Академии наук СССР охарактеризовал коллекцию как «энциклопедию культурной жизни нашей эпохи». Число открыток в собрании превышает 400 тысяч.
1947 — Учёный секретарь секции коллекционеров Ленинградского Дома учёных им. М. Горького АН СССР (на протяжении нескольких лет).
1958 — Организован Ленинградский клуб филокартистов (существовал до 1998; ныне архив Клуба хранится в Детском музее открытки), Н. С. Тагрин избран его председателем, которым он останется до конца жизни.
1962 — Обществом по распространению политических и научных знаний издана книга Н. С. Тагрина «В поисках необычного (из записок коллекционера)» и одноимённый диафильм. Приблизительно с этого времени два раза в месяц, по субботам, в своей квартире на 11-й линии Васильевского острова Н. С. Тагрин устраивает «вечера открытых дверей», где любой желающий может ознакомиться с его коллекцией.
1962 — Принят в Ленинградскую организацию Союза художников РСФСР.
1963 — В залах Государственного музея этнографии народов СССР была открыта выставка «Этнографическая открытка мира». В течение 10 месяцев на выставке побывало более двухсот тысяч посетителей.
1970 — Участвовал в международной выставке в Будапеште, посвящённой 100-летию почтовой открытки, экспонировал 1400 открыток из своей коллекции.
1975 — скульптор А. А. Мурзин (1914—2010) создаёт скульптурный портрет Н. С. Тагрина.
1978 — В издательстве «Изобразительное искусство» вышла иллюстрированная книга Н. С. Тагрина «Мир в открытке» с предисловием языковеда Льва Успенского.
1981 — Умер на 75-м году жизни. Похоронен в Санкт-Петербургском крематории.

## Судьба коллекции
В 1982 году уникальное собрание Н. С. Тагрина, первоначально насчитывающее 690 тысяч единиц хранения, наследниками коллекционера передано Государственному музею истории Ленинграда, где был сформирован отдельный фонд «Коллекция Тагрина» (более 570 тысяч ед.хр.). Коллекция остаётся в фондах музея, в течение 30 лет она не экспонировалась. С 2010-х годов материалы коллекции экспонируется музеем в рамках тематических выставок: «Котомания» (2010), «Новогодние истории» (2012), «Пасхальная открытка» (2013), «Все люди — сестры. К 100-летию празднования 8 марта в России» (2013). С 2014 года музей начал публикацию серии альбомов-каталогов «Почтовая открытка в собрании ГМИ СПб». Изданы первые два тома — «Пасхальная открытка» (2014) и «Рождественская открытка» (2016).

## Значение коллекции
Собрание открыток, насчитывающее 690 тысяч единиц, являлось и по настоящее время является самой обширной филокартической коллекцией в России и одной из самых значительных в мире. Коллекционная деятельность Н. С. Тагрина отражена более, чем в 1400 различных печатных изданиях на 42 языках.
Консультации коллекционера помогли созданию более, чем 150 художественных, научно-популярных, документальных кинофильмов, созданных как в СССР, так и за рубежом. Часто к открыткам из собрания Н. С. Тагрина обращались режиссёры, художники, костюмеры кинофильмов, постановщики спектаклей ленинградских театров. По изображениям на открытках воссоздавались формы солдат, интерьеры дворцов и общественных зданий, реалии быта различных сословий. Открытки неоднократно использовались для изготовления диапозитивов, предназначенных для иллюстрирования лекций по географии, истории, искусству.
Только на открытках сохранились многие виды городов, претерпевших значительные изменения, разрушенных или вовсе стёртых с лица земли (как, например, русский город Корчева). Так, тагринская открытка стала недостающим звеном в музее А. С. Попова — на стенде появилось изображение главной улицы Турьинских Рудников, где родился и провёл детство будущий изобретатель. По материалам коллекции Н. С. Тагрина удалось воссоздать внешний вид Цирка «Модерн» в Петрограде (впоследствии сгоревшего), являвшегося в апреле 1917 года одним из центров большевистской агитации; а также деревянного вокзала на станции Куоккала. С открыток из коллекции Н. С. Тагрина изготовлено 670 негативов для Центрального партийного архива, несколько тысяч негативов для других архивов.
Именно в коллекции Н. С. Тагрина были найдены 20 сатирических открыток с рисунками и текстами В. В. Маяковского, оказавшиеся фактически первыми опубликованными изданиями поэта.
Книга Н. С. Тагрина «Мир в открытке», изданная тиражом 20 тысяч экземпляров, является не только исследованием истории открытки. В ней автор также делится своими соображениями относительно работы над коллекцией — правил и условий хранения открыток, принципов их систематизации и классификации. Филокартистом предложена адаптация международной десятичной системы классификации книг для составления каталогов открыток. Уделяется внимание вопросам реставрации коллекционного материала.

## Основные публикации
- Балтийская песня : Для 2-голосного хора a capella / Муз. Николая Тагрина; Текст Р. Зернова. — Л.: Тритон, 1935. — 2 с.
- Иллюстрированная открытка как исторический документ и как средство массовой пропаганды: Тез. докл. / Ленингр. Дом ученых им. М. Горького. Секция коллекционеров. Л., 1947.
- Моя коллекция // Земля и люди: Географический календарь / Ред.-сост.: Г. П. Богоявленский, Д. В. Недосекин. М.: Географгиз, 1960. 264 с.
- Образ Ленина в иллюстрированной открытке // Советская книжная торговля. 1960. № 4.
- Изобразительная летопись Урала // Уральский следопыт. 1961. № 12.
- Тагрин Н. С. В поисках необычного: Из записок коллекционера / О-во по распространению полит. и науч. знаний РСФСР. Ленингр. отд-ние; Обл. худож. Э. И. Копеляна. — Л.: (Лениздат), 1962. — 69, [19] с. — 13 500 экз.
- Тагрин Н. С. В поисках необычного: Из записок коллекционера // В часы досуга: Сборник / Сост.: М. С. Коган. — М.: Советская Россия, 1963. — 212 с. — (Б-чка «В помощь сельскому клубному работнику»; № 12).
- Петербург—Ленинград в открытках // Нева. 1963. № 10.
- Библиография филокартии (1897—1967) // Советский коллекционер. 1970. № 7 (совм. с С. М. Бабинцевым).
- Филокартия // БСЭ. Т. 27 (совм. с М. С. Забоченем)
- Тагрин Н. С. Мир в открытке. — М.: Изобразительное искусство, 1978. — 128 с. — 20 000 экз.